# Jakimawiczy
Jakimawiczy (biał. Якімавічы; ros. Якимовичи, Jakimowiczi) – agromiasteczko na Białorusi, w obwodzie homelskim, w rejonie kalinkowickim, nad Ipą, siedziba sielsowietu. W 2019 roku liczyło 246 mieszkańców.